# Čestný řád žluté hvězdy
Čestný řád žluté hvězdy (nizozemsky Ere-Orde van de Gele Ster) je nejvyšší státní vyznamenání Surinamské republiky. Založen byl roku 1975 a udílen je občanům republiky i cizincům za přínos pro stát a společnost.

## Historie a pravidla udílení
Řád byl založen roku 1975 poté, co získal Surinam nezávislost a nahradil nizozemský Řád nizozemského lva. Udílen je za mimořádné služby republice občanům Surinamu a může být udělen i cizím státním příslušníkům. Velmistrem řádu je úřadující prezident Surinamu.

## Třídy
Řád je udílen v pěti třídách a náleží k němu také dvě medaile.
- velkostuha – Řádový odznak se nosí na široké stuze spadající z pravého ramene na protilehlý bok. Řádová hvězda se nosí nalevo na hrudi.
- velkodůstojník – Řádový odznak se nosí na stuze kolem krku. Řádová hvězda se nosí nalevo na hrudi.
- komtur – Řádový odznak se nosí na stuze kolem krku. Řádová hvězda této třídě již nenáleží.
- důstojník – Řádový odznak se nosí na stužce s rozetou nalevo na hrudi.
- rytíř – Řádový odznak se nosí na stužce bez rozety nalevo na hrudi.
- zlatá čestná medaile – Medaile se nosí na stužce bez rozety nalevo na hrudi.
- stříbrná čestná medaile – Medaile se nosí na stužce bez rozety nalevo na hrudi.

## Insignie
Řádový odznak má tvar pozlacené pěticípé hvězdy s cípy zakončenými kuličkami. Mezi cípy jsou pozlacené paprsky tvořící tak pětiúhelník, na kterém je hvězda položena. Uprostřed je kulatý medailon se žlutě smaltovanou hvězdou na bíle smaltovaném pozadí. Medailon je lemován černě smaltovaným pruhem se žlutým nápisem JUSTITIA • PIETAS • FIDES.
Řádový řetěz se skládá z článků ve tvaru S, které se střídají s články ve tvaru zlatých hvězd. Články jsou spojeny malými řetízky. Tento řetěz je položen na stuze se dvěma mašlemi.
Řádová hvězda je osmicípá. Uprostřed je položen řádový odznak.
Medaile kulatého tvaru je zlatá nebo stříbrná. Uprostřed je pěticípá hvězda, okolo které je nápis nesoucí heslo řádu.
Stuha je červená s bílými pruhy lemující oba okraje.

## Kontroverze
V roce 2010 okamžitě po své inauguraci surinamský prezident Dési Bouterse vyznamenal devět žijících spiklenců, kteří spolu s ním byli zapojeni do státního převratu v Surinamu v roce 1980. Udělil jim velkostuhu tohoto řádu. Tento čin okamžitě vedl k velkým mezinárodním polemikám, protože všech devět vyznamenaných osob bylo obviněno z účasti na prosincových vraždách, ke kterým došlo v roce 1982, kdy byli zavražděni dva vojáci a třináct civilistů, kteří se postavili proti vojenské vládě v Surinamu.